# Auróra (folyóirat, 1922–1923)
Aurora – kétnyelvű (román és magyar) irodalmi, művészeti, színházi és társadalmi folyóirat Nagyváradon, alapítója George Bacaloglu ezredes, a Societatea Cele Trei Crișuri (Hármas Körös Társaság) elnöke. Mint hetilap 1922. december 24-én indult George A. Petre költő, Keresztury Sándor (Alexandru Olteanu) és Salamon László szerkesztésében, a 8. számtól kezdve hetenként jelent meg, a szerkesztésébe bekapcsolódott Tiron Albani közíró és Korda Béla. Utolsó, 14. száma 1923. június 15-én hagyta el a nyomdát.
Bălcescu, Petőfi, Kossuth, George Coșbuc és Ady szellemi örökségére hivatkozva a lap úgy kívánta figyelemmel kísérni "mindkét oldal művészeti és irodalmi mozgalmait", hogy a román alkotásokat magyarul, a magyar alkotásokat pedig románul mutatta be. A román részben nemcsak a magyar klasszikus szerzőket közölték fordításban, hanem Áprily Lajos, Bárd Oszkár, Bartalis János, Reményik Sándor, Szombati-Szabó István egykorú verseit is, míg a magyar részben a román klasszikusok mellett Lucian Blaga, Victor Eftimiu, Ion Pillat versei, Ion Agîrbiceanu, Liviu Rebreanu, Mihail Sadoveanu, Eugeniu Speranția prózai írásai jelentek meg. Újraközölték Octavian Goga tolmácsolásában Petőfi Egy gondolat bánt engemet... c. versét, s magyarul a román költő Petőfihez c. költeményét. Számos tanulmány szól a két irodalomról s a román-magyar viszonyról. A munkatársak közé tartozott publicisztikai írásaival Ligeti Ernő, műfordításaival állandóan szerepelt Iustin Ilieșiu és Ion Lupu. A kezdeti sikerek ellenére, melyek a lap polgári liberalizmusából fakadtak, a kellő esztétikai felkészültség hiánya hamarosan elriasztotta a munkatársakat és korai kudarcra kárhoztatta a jó szándékú kezdeményezést.